# Henotheïsme
Henotheïsme is het geloof in en mogelijke verering van meerdere goden, waarbij een god een prominente rol vervult. De term werd geïntroduceerd door Max Müller en is afgeleid van de Griekse woorden henos, één, en theos, god. Het wordt ook kathenotheïsme, inclusief monotheïsme of monarchisch polytheïsme genoemd.
Net als het monolatrisme is het henotheïsme een kruising tussen monotheïsme en polytheïsme. Het verschilt echter van monolatrisme in zoverre dat monolatrisme het geloof in meerdere goden maar de verering van slechts één god is, terwijl het henotheïsme de verering van verscheidene goden kan omvatten. Het henotheïsme staat dus dichter bij het polytheïsme dan monolatrisme.
Terwijl de monotheïst stelt dat de eigen god of godin de enige zou zijn (er is geen andere god behalve deze god), stelt de henotheïst dat de eigen god de beste is (er is geen andere god zoals deze god). Henotheïstische religies worden dan ook veelal sterk gekenmerkt door een onderwerping aan de betreffende superieur geachte godheid.
Voorbeelden van henotheïsme in de klassieke Oudheid waren de cultus van de Egyptische god Serapis en de godin Isis en de Griekse goden Dionysos, Hermes en Helios in het Romeinse rijk.